# 风俗画

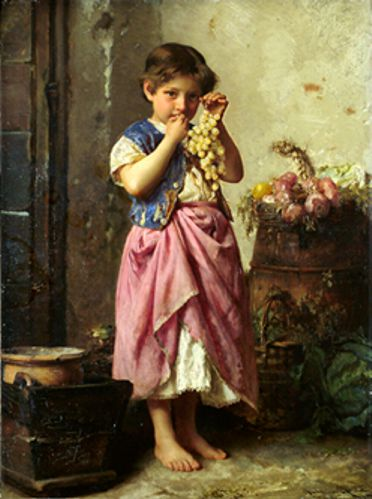
由十九世紀意大利畫家安东尼奥·罗塔所繪的布面油画《女孩和葡萄》

風俗畫，泛指以社會風情、民間習俗等日常生活為主題的繪畫。此類繪畫為人物畫的一種，繪畫手法上強調紀實性，內容則包羅萬象，常取材自風土民情、歷史事件、歲時節令、民間習俗、生產買賣、醫藥病理等等市井社會生活樣貌。
風俗畫題材多樣，有以歷史事件呈現為主者、以娛樂休閒為題材者、以床笫交合為題材者、以生產活動為主者、以歲時節令為主題者，還有集合各點而成者。

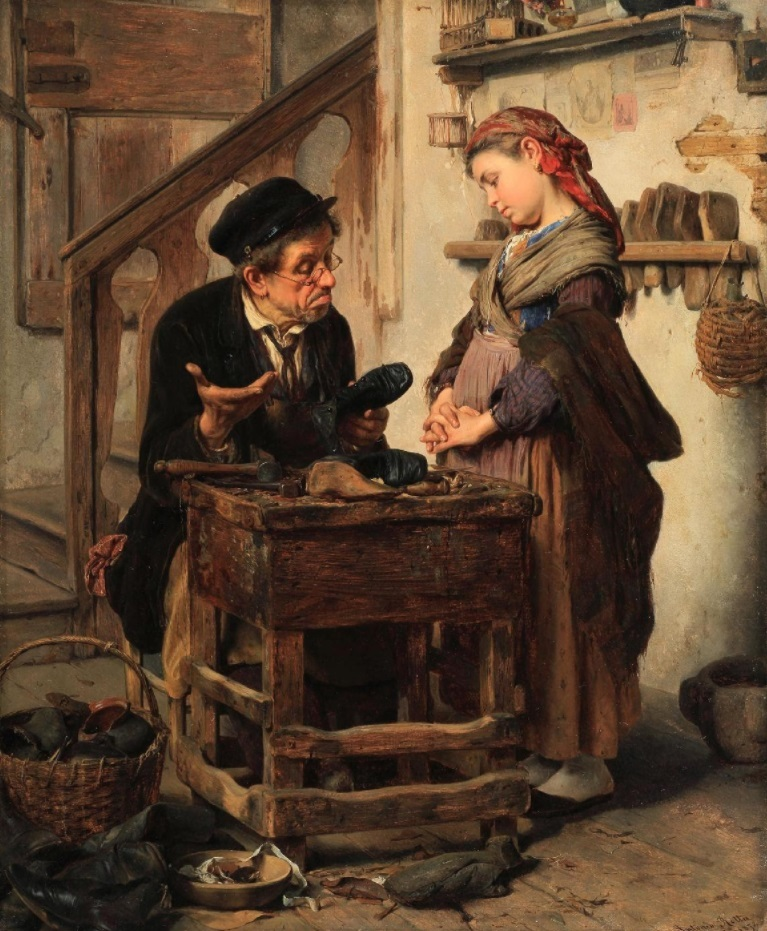
Antonio Rotta, Il caso senza speranza, 1871